# Pierre Magne (cyclisme)
Pour les articles homonymes, voir Magne et Pierre Magne (homonymie).
Pierre Magne, né le 9 novembre 1905 à Livry (aujourd'hui Livry-Gargan) et mort le 14 novembre 1980 à Clichy, est un coureur cycliste français. Professionnel de 1927 à 1939, il a notamment remporté une étape du Tour de France 1928. Il est le frère cadet d'Antonin Magne, vainqueur du Tour de France en 1931 et 1934.

## Palmarès
- 1925
  - Paris-Évreux
- 1927
  - GP Wolber (par équipes)[2]
  - 2e de Paris-Vichy
- 1928
  - 15e étape du Tour de France
  - 3e de Paris-Châteauroux
  - 10e du Tour de France
- 1929
  - Tour de Corrèze
  - 3e de Paris-Caen
  - 9e du Tour de France
- 1930
  - 6e du Tour de France
- 1931
  - Circuit du Gers
  - 2e du Circuit du Cantal
- 1932
  - Grand Prix de l'Écho d'Alger
  - 2e du Critérium national
- 1933
  - Circuit du Béarn
  - Circuit du Cantal
  - 1rea étape du Circuit du Cantal
- 1935
  - 8e de Paris-Nice
- 1938
  - 12e étape du Tour du Maroc

## Résultats sur les grands tours

### Tour de France
4 participations
- 1927 : 15e
- 1928 : 10e, vainqueur de la 15e étape
- 1929 : 9e
- 1930 : 6e

### Tour d'Italie
1 participation
- 1932 : non-partant (10e étape)